# Mohammed Merah
Mohammed Merah (tiếng Ả Rập: محمد مراح muhamad marahan; 10 tháng 10 năm 1988 - 22 tháng 3 năm 2012) là một kẻ giết người Pháp, và tự xưng là người thánh chiến Hồi giáo, được xác định là nghi phạm chính trong vụ nổ súng tại Midi-Pyrénées miền nam Pháp năm 2012. Mohammed Merah bị bắn hạ trong một cuộc vây ráp của cảnh sát.

### Tiểu sử
Sinh ra trong gia đình cha mẹ là người gốc Algeria, Merah đã được các nhà chức trách Pháp biết đến bởi vì anh đã đi đến Afghanistan và Pakistan, một điểm bị các chính phủ có liên quan từ chối. Anh là người thất nghiệp tại thời điểm vụ nổ súng, sau khi đã làm công nhân sản xuất xe buýt. Merah đã có một hồ sơ dài phạm tội ở độ tuổi vị thành niên với 15 tiền án, theo một công tố viên Pháp ở khu vực.
Trong năm 2008, Merah đã cố gắng gia nhập quân ngũ nhưng đã bị từ chối, và, trong năm 2010, anh tới thăm trung tâm tuyển dụng lê dương nước ngoài. Sau khi ở lại qua đêm, anh  quyết định rời khỏi trước khi ông có thể bị đánh giá. Theo luật sư của Merah, anh đã bị kết án một tháng tù ngày 24 tháng 2 năm 2012 sau khi lái xe mà không có một giấy phép lái xe, và đến hạn ra tòa lần nữa trong tháng 4.
Merah là thủ phạm vụ nổ súng và học sinh làm 4 người đã thiệt mạng, trong đó có 3 học sinh sau vụ nổ súng ngay gần một trường học ở thành phố Toulouse đã gây chấn động nước Pháp. Vào khoảng 8:10 ngày 19 tháng 3 (giờ địa phương), ngay trước khi các trường học bắt đầu vào lớp. Hiện trường vụ tấn công ngay bên ngoài Trường Trung học Ozar Hatorah dành cho học sinh người Do Thái tại khu vực Joliment của thành phố Toulouse. Trong số những người thiệt mạng có 1 công dân người Pháp gốc Israel.